# Nanon (Sand)
Nanon est un roman de George Sand paru en 1872.

## Résumé
George Sand raconte, à la première personne, l’histoire d’une jeune paysanne au moment de la Révolution française. Pauvre mais honnête, élevant bientôt un mouton et pensant ainsi faire croître son exploitation, Nanon rencontre un jeune garçon, Émilien de Franqueville, cadet d’une famille émigrée, qui fait son apprentissage de moine. Entre les deux jeunes gens se noue bientôt une chaste idylle que le lecteur devine. Après la dissolution des monastères décidée par le gouvernement révolutionnaire, le jeune homme revient à l’état laïque, mais, victime d’une dénonciation calomnieuse, il est arrêté. Aidé par des amis, il réussit à s’enfuir et, en bon patriote, s’engage dans les armées révolutionnaires, dont il revient d’amputé d’une partie du bras.
Après quelques hésitations liées à la différence de leurs états, Nanon l’épouse et devient marquise avec la Restauration, continuant à faire le bien autour d’elle.

## Parution
Le roman est paru en 1872.

## Analyse
Il est possible que, dans Nanon, Sand répare ce traumatisme par la réécriture de l’Histoire et de la Révolution – ou des révolutions (1789, 1848 et 1871),.
Nanon diffère par rapport au roman de formation qui compte surtout des héros masculins et bourgeois et qui, en France au XIXe siècle, prend des formes caractérisées par la déception. Nanon met ici en scène un personnage féminin et appartenant à la paysannerie.